# Contea di Narok
La Contea di Narok è una della 47 contee del Kenya situata nella ex Provincia della Rift Valley. Al censimento del 2019 ha una popolazione di 1.157.873 abitanti. Il capoluogo della contea è Narok. Altre città importanti sono: Kilgoris, Murkan e Emarti,